# Епархия Центурии
Епархия Центурии (лат. Dioecesis Centuriensis) — титулярная епархия Римско-Католической церкви.

## История
Античный город Центурия, находившийся в римской провинции Нумидия, в первые века христианства был центром одноимённой епархии.
С 1622 года епархия Центурии является титулярной епархией Римско-Католической церкви.

## Епископы
- епископ Кводвультдеус (402—411);
  - епископ Кресцоний (упоминается в 411) — последователь донатизма;
- епископ Януарий (упоминается в 484 году).

## Титулярные епископы
- епископ Luis Camargo Pacheco (11.07.1622 — 29.03.1665);
- епископ Johann Kaspar Kühner (15.12.1665 — 28.07.1685);
- епископ Andreas Gifford (21.08.1705 — 1714);
- епископ John Douglass (10.09.1790 — 8.05.1812);
- епископ Miles Prendergast O.Carm.[1]  (18.09.1818 — 1839);
- епископ Antal Majthényi (14.12.1840 — 19.12.1856);
- епископ святой Валентин Фаустино Беррио-Очоа и Аристи O.P. (28.12.1857 — 1.11.1861);
- епископ Thomas McNulty (2.09.1864 — 11.12.1866) — назначен епископом Мита;
- епископ Bonifacio Antonio Toscano (16.01.1874 — 13.08.1896);
- епископ Giuseppe Perrachon I.M.C.(18.12.1925 — 14.04.1944);
- епископ Станислав Чайка (5.08.1944 — 4.07.1965);
- епископ William Joseph Moran (15.09.1965 — 23.08.1996);
- епископ Пётр Либера (23.11.1996 — 2.05.2007) — назначен епископом Плоцка;
- епископ Ferenc Cserháti (15.06.2007 — по настоящее время).

## Источник
- Annuario Pontificio, Libreria Editrice Vaticana, Città del Vaticano, 2003, ISBN 88-209-7422-3
- Pius Bonifacius Gams, Series episcoporum Ecclesiae Catholicae, Leipzig 1931, стр. 465  (лат.)
- Stefano Antonio Morcelli, Africa christiana, Volume I, Brescia 1816, стр. 136  (лат.)
- Konrad Eubel, Hierarchia Catholica Medii Aevi, vol. 4, стр. 145; vol. 5, стр. 154; vol. 6, стр. 159; vol. 7, стр. 145; vol. 8, стр. 195  (лат.)